# Svenska mästerskapen i längdskidåkning 2011
Svenska mästerskapen i längdskidåkning 2011 arrangerades i Sundsvall (som en del i SM-veckan), Piteå (stafetter) och Bruksvallarna (30/50km).

## Medaljörer, resultat

### Herrar
| Gren                         | Guld                                                               | Guld                                                               | Silver            | Silver        | Brons              | Brons          |
| 15 km (K)                    | Marcus Hellner                                                     | Gellivare Skidallians                                              | Johan Olsson      | Åsarna IK     | Daniel Richardsson | Hudiksvalls IF |
| 50 km (F)                    | Daniel Richardsson                                                 | Hudiksvalls IF                                                     | Anders Södergren  | Östersunds SK | Johan Olsson       | Åsarna IK      |
| Double pursuit (15 K + 15 F) | Marcus Hellner                                                     | Gellivare Skidallians                                              | Johan Olsson      | Åsarna IK     | Daniel Richardsson | Hudiksvalls IF |
| Sprint (F)                   | Jesper Modin                                                       | Piteå Elit SK                                                      | Calle Halfvarsson | IFK Mora SK   | Robin Bryntesson   | Sollefteå SK   |
| Sprintstafett (K)            | Sollefteå SK (Robin Bryntesson, Fredrik Byström)                   | Sollefteå SK (Robin Bryntesson, Fredrik Byström)                   |                   |               |                    |                |
| Stafett 3 x 10 km (K)        | Hudiksvalls IF (Fredrik Jonsson, Jörgen Brink, Daniel Richardsson) | Hudiksvalls IF (Fredrik Jonsson, Jörgen Brink, Daniel Richardsson) |                   |               |                    |                |
| Lagtävling 15 km             | Hudiksvalls IF                                                     | Hudiksvalls IF                                                     |                   |               |                    |                |
| Lagtävling 50 km             | Hudiksvalls IF                                                     | Hudiksvalls IF                                                     |                   |               |                    |                |
| Lagtävling Double Pursuit    | Hudiksvalls IF                                                     | Hudiksvalls IF                                                     |                   |               |                    |                |

### Damer
| Gren                           | Guld                                                  | Guld                                                  | Silver          | Silver        | Brons              | Brons         |
| 10 km (K)                      | Anna Haag                                             | IFK Mora                                              | Charlotte Kalla | IFK Tärendö   | Ida Ingemarsdotter | Åsarna IK     |
| 30 km (F)                      | Ida Ingemarsdotter                                    | Åsarna IK                                             | Maria Rydqvist  | Östersunds SK | Emma Wikén         | Åsarna IK     |
| Double pursuit (7,5 K + 7,5 F) | Charlotte Kalla                                       | IFK Tärendö                                           | Anna Haag       | IFK Mora SK   | Maria Rydqvist     | Östersunds SK |
| Sprint (F)                     | Hanna Falk                                            | Ulricehamns IF                                        | Charlotte Kalla | IFK Tärendö   | Ida Ingemarsdotter | Åsarna IK     |
| Sprintstafett (K)              | IFK Mora SK (Eva Svensson, Anna Haag)                 | IFK Mora SK (Eva Svensson, Anna Haag)                 |                 |               |                    |               |
| Stafett 3 x 5 km (K)           | IFK Mora SK (Sofia, Bleckur, Eva Svensson, Anna Haag) | IFK Mora SK (Sofia, Bleckur, Eva Svensson, Anna Haag) |                 |               |                    |               |
| Lagtävling 10 km               | IFK Mora SK                                           | IFK Mora SK                                           |                 |               |                    |               |
| Lagtävling 30 km               | Åsarna IK                                             | Åsarna IK                                             |                 |               |                    |               |
| Lagtävling Double Pursuit      | Östersunds SK                                         | Östersunds SK                                         |                 |               |                    |               |

Tvåa i damernas 30 km var Tuva Toftdahl Staver. Genom att hon är från Norge deltog hon inte i tävlingen om SM-medaljerna.

### Webbkällor
- Svenska Skidförbundet
- Sweski.com